# A spasso col rapinatore
A spasso col rapinatore (Carpool) è un film commedia del 1996 diretto da Arthur Hiller e scritto da Mark Christopher e Don Rhymer. La pellicola è stata distribuita dalla Warner Bros.

## Trama
Daniel Miller, padre di famiglia ossessionato dal lavoro, ha un'importante riunione aziendale, ma sua moglie si ammala ed è costretto ad accompagnare a scuola i suoi due figli, Bucky e Andrew, e quelli dei vicini, Chelsea, Kayla, e Travis. La situazione peggiora quando il disperato Franklin Laszlo prende in ostaggio Daniel e i bambini all'interno della loro Toyota Previa.

## Premi
Tom Arnold vinse, assieme a Pauly Shore, il Razzie Awards 1996 come peggior attore protagonista per questo film, The Stupids e Il grande bullo.